# Podbrdo
Podbrdo é uma cidade da Eslovénia no município de Tolmin. Situa-se ao lado da ferrovia (Praga) - Jesenice - Nova Gorica - Trieste no final do túnel mais longo da Eslovénia  (6.327,3 m), e ao lado da estrada de Bohinjska Bistrica e Železniki para Most na Soči. Tem menos de 800 habitantes.

## Galeria

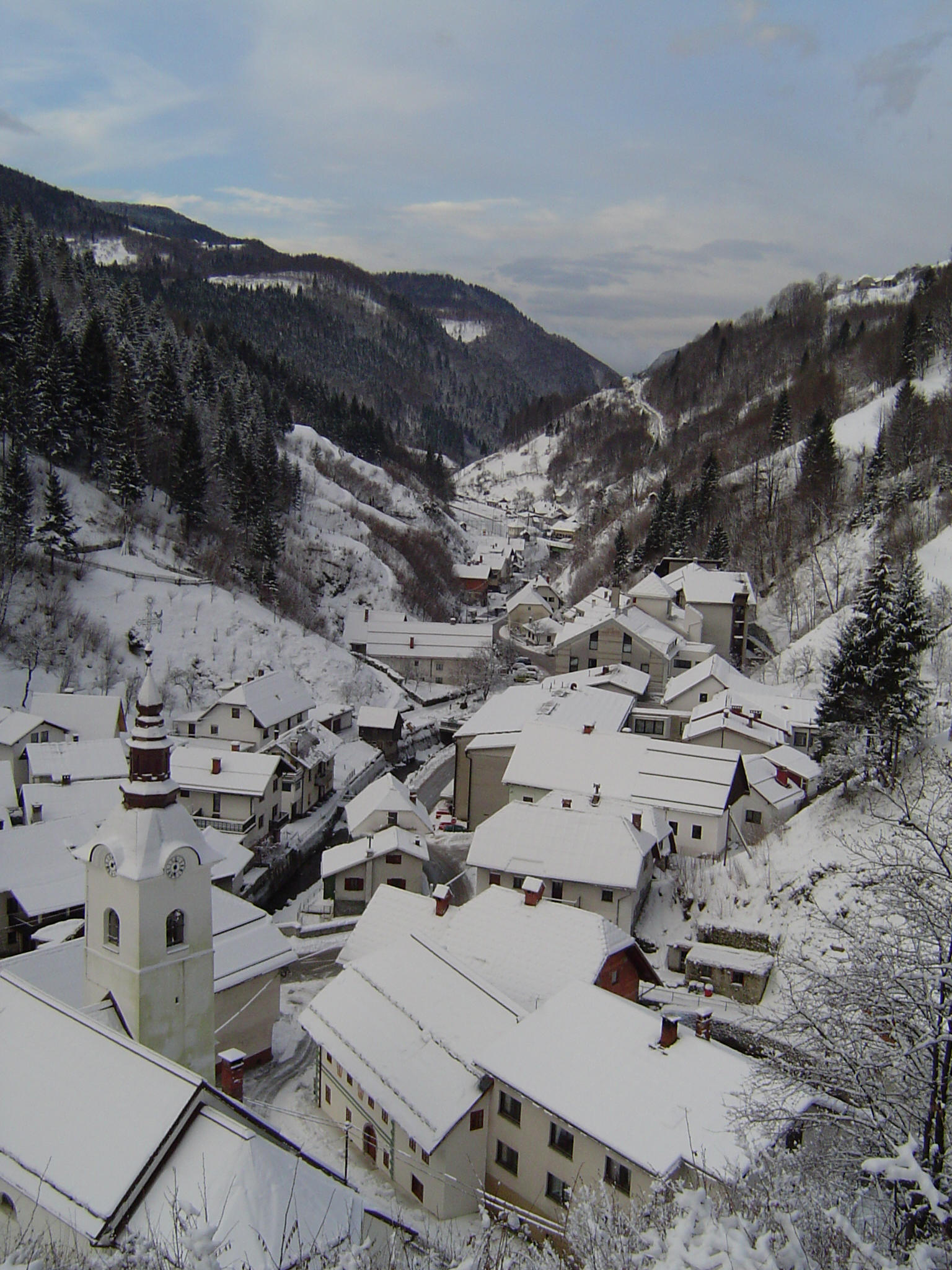
Podbrdo no inverno
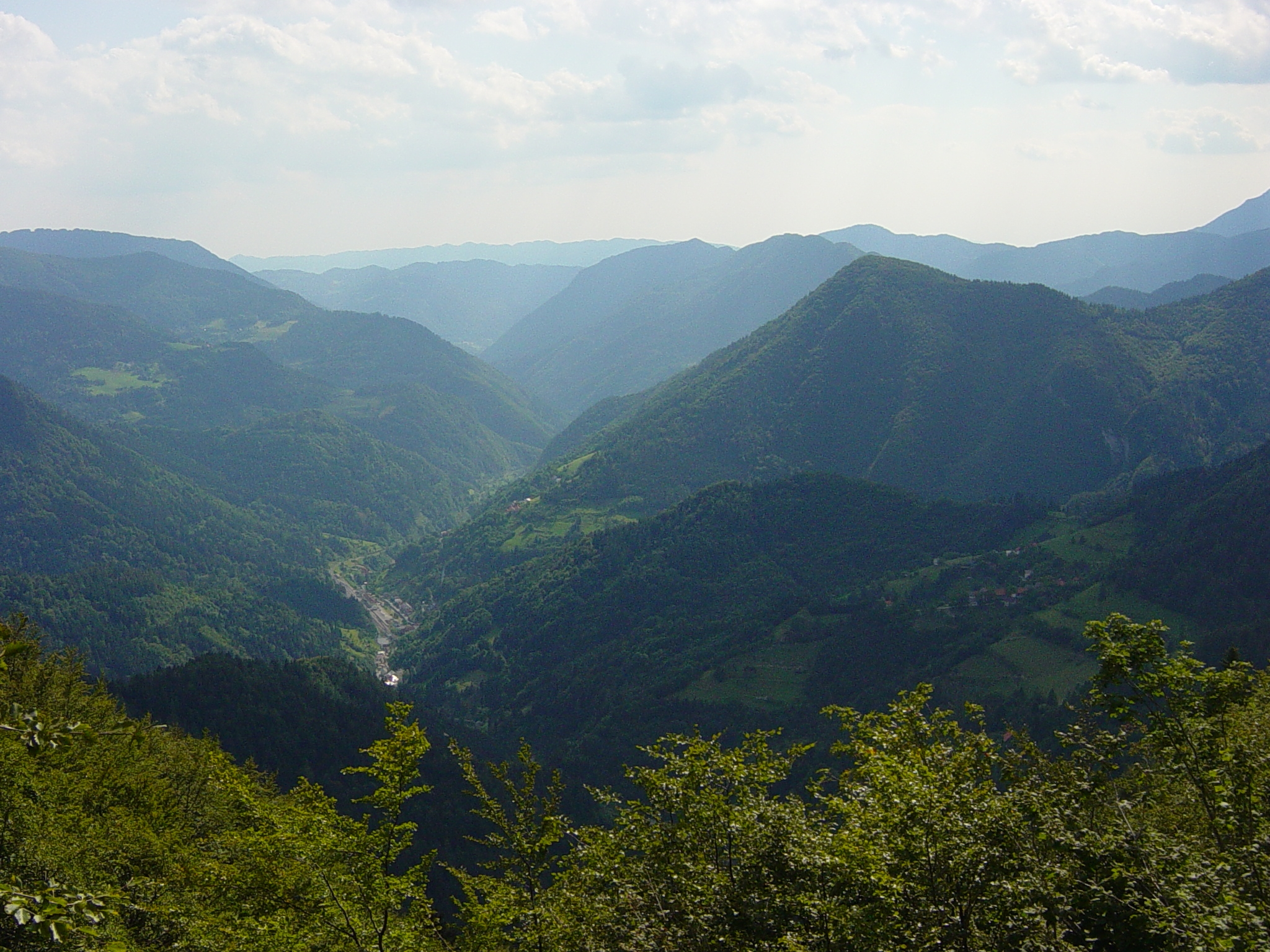
Baska grapa
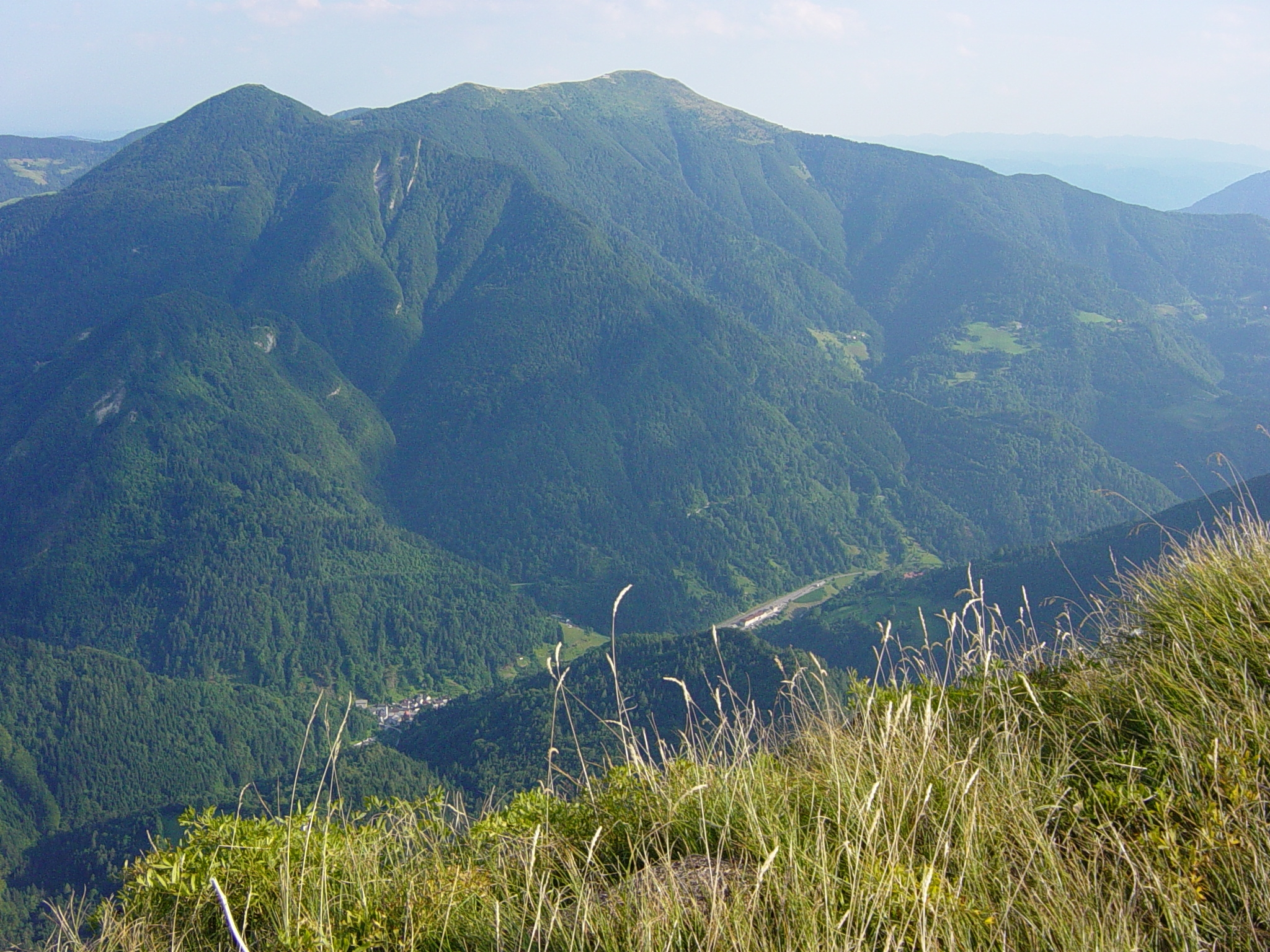
Baska grapa do monte Kobla